# Нік Нельсон (Коли завмирає серце)
Ніколас «Нік» Люк Нельсон (англ. Nicholas «Nick» Luke Nelson) — головний герой серії графічних романів Еліс Осман «Коли завмирає серце», а також її екранізації Netflix, де його зіграв Кіт Коннор. Його перша поява відбулася у 2014 році у романі «Солітер».

## Опис персонажа
Нік Нельсон — хлопець Чарлі Спрінґа (Джо Локк) у серії графічних романів «Коли завмирає серце» та її адаптації Netflix. У франшизі Нік є бісексуалом і членом шкільної команди з регбі. Нік глибоко цінує свої стосунки з Чарлі й обіцяє захищати його за будь-яких обставин. Характер Ніка дуже турботливий і милий, він захоплюється регбі, Формулою-1, Marvel, дощем і тваринами. Нік дуже високий, у нього темно-русяве волосся та карі очі. Ніку було складно прийняти свою сексуальність до зустрічі з Чарлі, який допоміг йому усвідомити себе і розповісти про це матері. Окрім франшизи «Коли завмирає серце», Нік також з'являється в інших творах Еліс Осман.

## Історія персонажа
Нік народився 4 вересня в родині Стефана та Сари Нельсон і є молодшим братом Девіда Нельсона. Його батько — француз, а мати — британка, що робить Ніка британцем-французом, він вільно володіє французькою та англійською мовами. За деякий час до подій «Коли завмирає серце», Нік став талановитим гравцем у регбі, його батьки розлучилися, брат переїхав, і він завів собаку, на ім'я Неллі, а згодом — Генрі. Нік має складні стосунки з батьком, який переважно відсутній, і з братом, який є гомофобним і неприємним.

## Особистість
Нік — це кремезний, сильний гравець у регбі, його зріст становить 1.9 м. Спочатку його стереотипно сприймають як грубого та різкого, але коли Чарлі ближче знайомиться з ним, Нік проявляє себе як добрий, веселий і турботливий, надзвичайно відкритий і доброзичливий до однолітків. Нік часто намагається знаходити практичні розв'язання проблем, що іноді призводить до непередбачуваних наслідків, але завжди ґрунтується на добрих намірах. Окрім регбі, Нік добре пече, його улюблений фільм — «Месники», а улюблений персонаж — Залізна людина. Він є шанувальником Кубка Англії з футболу, Турніру шести націй і серіалу «Сім'янин», а його тип MBTI — ESFJ/Консул. Його улюблений гурт — «Vampire Weekend».

## Поява

### Серіал
- Коли завмирає серце (2022–нині)